# Tintury
Tintury é uma comuna francesa na região administrativa de Borgonha-Franco-Condado, no departamento Nièvre. Estende-se por uma área de 22,22 km². Em 2010 a comuna tinha 175 habitantes (densidade: 7,9 hab./km²).